# سیارک ۸۶۱۹۶
سیارک ۸۶۱۹۶ (به انگلیسی: 86196 Specula، نامگذاری:1999SC10) هشتاد و شش هزار و صد و نود و ششمین سیارک کشف شده‌است که در ۲۴ سپتامبر ۱۹۹۹ کشف شد.